# Ottlar
Ottlar ist ein Ortsteil der Gemeinde Diemelsee im nordhessischen Landkreis Waldeck-Frankenberg.

## Geographische Lage
Ottlar liegt im Nordosten des Rothaargebirges im Upland – etwa 5 km südsüdwestlich des Diemelsees. Im Naturpark Diemelsee befindet es sich östlich vom Dommel (738 m), südöstlich vom Koppen (715,1 m) und nordnordwestlich der Hohen Egge (604,9 m). Das von Wald umgebene Dorf wird vom Diemel-Zufluss Holzbach durchflossen. Nachbardörfer sind Stormbruch im Norden und Rattlar im Südwesten, die über die Kreisstraße 63 erreichbar sind, sowie das auf der K 70 anfahrbare Giebringhausen im Ostnordosten.
Die Gemarkungsgröße des Ortes beträgt 831 Hektar. In dieser Gemarkung liegen die Siedlungsplätze:
Am Koppen, Detmarckusen und der Dommelhof am Dommel.

## Geschichte

### Ortsgeschichte
Die älteste bekannte schriftliche Erwähnung von Ottlar erfolgte unter dem Namen Otterlare im Jahr 1281.
Die bekannten historischen Erwähnungen finden sich in folgender Übersicht:
- Otterlare, de (1281) [Westfälisches Urkundenbuch 4,3, S. 773, Nr. 1638 = Urkunden Kloster Bredelar, S. 115, Nr. 148]
- Otteler (1537) [HStAM Bestand 127 Nr. 3]
- Ottlar (1733) [HStAD Bestand P 23 Nr. 56]

Erwähnt wurde Ottlar auch im Jahre 1612, hier wurde ein Gut erwähnt, das der Familie von Hessinghausen gehörte. Später kam das Gut an die Familie von Padberg.
Hessische Gebietsreform (1970–1977)
Zum 31. Dezember 1971 entstand im Zuge der Gebietsreform in Hessen durch den freiwilligen Zusammenschluss der bis dahin selbständigen Gemeinden Adorf, Benkhausen, Deisfeld, Flechtdorf, Giebringhausen, Heringhausen, Ottlar, Rhenegge, Schweinsbühl, Stormbruch, Sudeck, Vasbeck und Wirmighausen die neue Gemeinde Diemelsee. Sitz der Gemeindeverwaltung wurde Adorf.
Für die ehemals selbständigen Gemeinden von Diemelsee wurden gemäß Hauptsatzung Ortsbezirke mit Ortsbeirat und Ortsvorsteher errichtet. Die Grenzen der Ortsbezirke folgen grundsätzlich den Gemarkungsgrenzen.

### Verwaltungsgeschichte im Überblick
Die folgende Liste zeigt die Staaten bzw. Herrschaftsgebiete und deren untergeordnete Verwaltungseinheiten, in denen Ottlar lag:
- 1546 und später: Heiliges Römisches Reich, Grafschaft Waldeck, Amt Eisenberg
- ab 1712: Heiliges Römisches Reich, Fürstentum Waldeck, Amt Eisenberg
- ab 1806: Fürstentum Waldeck, Amt Eisenberg
- ab 1815: Fürstentum Waldeck, Oberamt des Eisenbergs (Sitz in Kornbach)
- ab 1816: Fürstentum Waldeck, Oberjustizamt des Eisenbergs (Sitz in Kornbach)
- ab 1850: Fürstentum Waldeck-Pyrmont (seit 1849), Kreis des Eisenbergs (Sitz in Korbach)[Anm. 1]
- ab 1867: Fürstentum Waldeck-Pyrmont (Akzessionsvertrag mit Preußen), Kreis des Eisenbergs
- ab 1871: Deutsches Reich, Fürstentum Waldeck-Pyrmont, Kreis des Eisenbergs
- ab 1919: Deutsches Reich, Freistaat Waldeck-Pyrmont, Kreis des Eisenbergs
- ab 1929: Deutsches Reich, Freistaat Preußen, Provinz Hessen-Nassau, Regierungsbezirk Kassel, Kreis des Eisenbergs
- ab 1942: Deutsches Reich, Freistaat Preußen, Provinz Hessen-Nassau, Regierungsbezirk Kassel, Landkreis Waldeck
- ab 1944: Deutsches Reich, Freistaat Preußen, Provinz Kurhessen, Regierungsbezirk Kassel, Landkreis Waldeck
- ab 1945: Amerikanische Besatzungszone, Groß-Hessen, Regierungsbezirk Kassel, Landkreis Waldeck
- ab 1946: Amerikanische Besatzungszone, Hessen, Regierungsbezirk Kassel, Landkreis Waldeck
- ab 1949: Bundesrepublik Deutschland, Hessen, Regierungsbezirk Kassel, Landkreis Waldeck
- ab 1972: Bundesrepublik Deutschland, Hessen, Regierungsbezirk Kassel, Landkreis Waldeck, Gemeinde Diemelsee[Anm. 2]
- ab 1974: Bundesrepublik Deutschland, Hessen, Regierungsbezirk Kassel, Landkreis Waldeck-Frankenberg, Gemeinde Diemelsee

### Bevölkerung
Einwohnerstruktur 2011
Nach den Erhebungen des Zensus 2011 lebten am Stichtag dem 9. Mai 2011 in Ottlar 147 Einwohner. Darunter waren 6 (4,1 %) Ausländer.
Nach dem Lebensalter waren 27 Einwohner unter 18 Jahren, 45 waren zwischen 18 und 49, 27 zwischen 50 und 64 und 48 Einwohner waren älter.
Die Einwohner lebten in 72 Haushalten. Davon waren 21 Singlehaushalte, 21 Paare ohne Kinder und 21 Paare mit Kindern, sowie 9 Alleinerziehende und keine Wohngemeinschaften. In 21 Haushalten lebten ausschließlich Senioren und in 36 Haushaltungen leben keine Senioren.
Einwohnerentwicklung
 Quelle: Historisches Ortslexikon
- 1541: 8 Häuser
- 1620: 17 Häuser
- 1650: 9 Häuser
- 1738: 19 Häuser
- 1770: 19 Häuser, 136 Einwohner

| Ottlar: Einwohnerzahlen von 1770 bis 2020 | Ottlar: Einwohnerzahlen von 1770 bis 2020 | Ottlar: Einwohnerzahlen von 1770 bis 2020 | Ottlar: Einwohnerzahlen von 1770 bis 2020 | Ottlar: Einwohnerzahlen von 1770 bis 2020 |
| --- | ----------------------------------------- | ----------------------------------------- | ----------------------------------------- | ----------------------------------------- |
| Jahr |                                           |                                           |                                           | Einwohner                                 |
| 1770 | 1770                                      |                                           | 136                                       | 136                                       |
| 1800 | 1800                                      |                                           | ?                                         | ?                                         |
| 1834 | 1834                                      |                                           | 187                                       | 187                                       |
| 1840 | 1840                                      |                                           | 190                                       | 190                                       |
| 1846 | 1846                                      |                                           | 184                                       | 184                                       |
| 1852 | 1852                                      |                                           | 217                                       | 217                                       |
| 1858 | 1858                                      |                                           | 218                                       | 218                                       |
| 1864 | 1864                                      |                                           | 228                                       | 228                                       |
| 1871 | 1871                                      |                                           | 209                                       | 209                                       |
| 1875 | 1875                                      |                                           | 203                                       | 203                                       |
| 1885 | 1885                                      |                                           | 212                                       | 212                                       |
| 1895 | 1895                                      |                                           | 204                                       | 204                                       |
| 1905 | 1905                                      |                                           | 204                                       | 204                                       |
| 1910 | 1910                                      |                                           | 191                                       | 191                                       |
| 1925 | 1925                                      |                                           | 166                                       | 166                                       |
| 1939 | 1939                                      |                                           | 162                                       | 162                                       |
| 1946 | 1946                                      |                                           | 234                                       | 234                                       |
| 1950 | 1950                                      |                                           | 208                                       | 208                                       |
| 1956 | 1956                                      |                                           | 199                                       | 199                                       |
| 1961 | 1961                                      |                                           | 183                                       | 183                                       |
| 1967 | 1967                                      |                                           | 187                                       | 187                                       |
| 1980 | 1980                                      |                                           | ?                                         | ?                                         |
| 1990 | 1990                                      |                                           | ?                                         | ?                                         |
| 2001 | 2001                                      |                                           | 175                                       | 175                                       |
| 2011 | 2011                                      |                                           | 147                                       | 147                                       |
| 2015 | 2015                                      |                                           | 156                                       | 156                                       |
| 2020 | 2020                                      |                                           | 147                                       | 147                                       |
| Datenquelle: Historisches Gemeindeverzeichnis für Hessen: Die Bevölkerung der Gemeinden 1834 bis 1967. Wiesbaden: Hessisches Statistisches Landesamt, 1968. Weitere Quellen: LAGIS; Gemeinde Diemelsee; Zensus 2011 |                                           |                                           |                                           |                                           |

Religionszugehörigkeit
| • 1885: | 202 evangelische (= 99,02 %), zwei katholische (= 0,98 %) Einwohner |
| • 1961: | 154 evangelische (= 84,15 %), 25 katholische (= 13,66 %) Einwohner  |

## Politik
Bürgermeister von der Gemeinde Diemelsee ist Volker Becker. Der Ortsvorsteher von Ottlar ist Christian Rummel.

## Kultur und Sehenswürdigkeiten

### Kirche von Ottlar

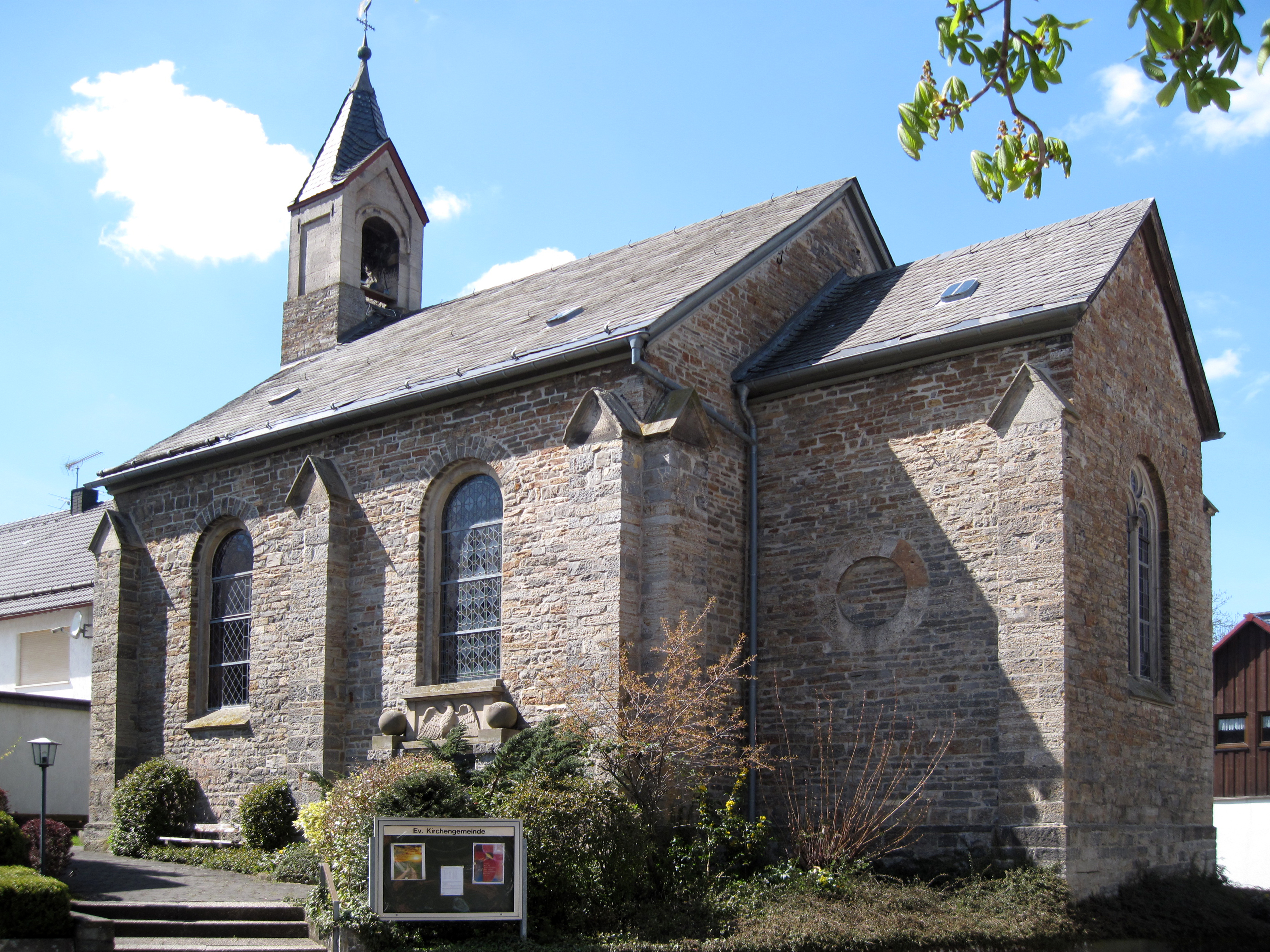
St. Margarethenkirche

Um 1535 wird eine Kapelle erwähnt. Bereits 1855 genehmigte das Fürstlich Waldeckische Konsistorium die Finanzierung eines Neubaus. Die baufällig gewordene Kapelle wurde dann um 1870/71 abgebrochen, dass brauchbare Material wurde aufbewahrt oder zur Finanzierung des Neubaues verkauft. Die alte Glocke wurde neben dem Schulhaus aufgehängt. 1872 begann der Bau der neuen, der St. Margarethenkirche, die 1874 eingeweiht wurde. Sie ähnelt in der Außenansicht der evangelischen Stadtkirche in Brilon. Die Orgel wurde ursprünglich für die Waldecker Schlosskapelle gebaut, kam aber 1750 nach Ottlar.

### Dommelturm
Seit 1909 ist in der Nähe des Ortes der Dommelturm, der Aussicht über das Sauerland und eine bewegte Geschichte hat.

### Vereine
Das Vereinsleben von Ottlar widmet sich öffentlichen Aufgaben, der Natur sowie sozialen und kulturhistorischen Interessen. Das ehrenamtliche Engagement in kleinen nordhessischen Orten wie Ottlar wurde in Untersuchungen als bemerkenswerter Bestandteil der Zukunftssicherung erkannt. Mit der hessischen Verfassungsreform 2018 wurde die Förderung des ehrenamtlichen Engagements als Staatsziel aufgenommen. Der hessische Staatsminister Axel Wintermeyer überreichte am 1. August 2018 in Ottlar einen Förderpreis an den Verein „Zusammen in Ottlar“.  Nennenswerte Vereine des Ortes sind:
- DRK-Ortsverein[13]
- Freiwillige Feuerwehr Diemelsee-Ottlar e. V.[14]
- Gesangverein  „Harmonie“ Ottlar[15]
- Imkerverein Korbach[16]
- Jagdgenossenschaft[17]
- Rehkitzrettung Ottlar e. V.
- Zusammen in Ottlar e. V.[12]

### Regelmäßige Veranstaltungen
Ein traditionelles Osterfeuer und ein herbstliches „Kartoffelbraten“, der Jahresabschluss der Feuerwehr sowie die Jahreshauptversammlungen der Vereine sind als regelmäßige Veranstaltungen bekannt.

## Wirtschaft und Infrastruktur
Der Ort hat die Dommelhalle mit 400 Plätzen und einen Versammlungsraum mit 45 Plätzen. Das nächste größere Ort mit Infrastruktur, wie zum Beispiel Einkaufsmöglichkeiten etc. ist Adorf. Es gibt dort zwei Discountmärkte und kleinere Geschäfte für diverse Waren, eine Apotheke, zwei Banken, eine Postfiliale und die Gemeindeverwaltung. Dort sind Dienstleistungsunternehmen im Baugewerbe, im Automobilgewerbe, ein zahntechnischer Betrieb, ein Friseur, ein Landmaschinenreparaturbetrieb und ein Raiffeisen-Standort mit Tankstelle. Zusätzlich sind im öffentlichen Bereich die Gemeindefeuerwehr und ein Rettungsdienst der Johanniter zu nennen. Die Mittelpunktschule von Adorf gilt als älteste Einrichtung dieser Art in Waldeck. Das Freibad der Gemeinde ist in Vasbeck, das Hallenbad befindet sich in Heringhausen. Die nächsten Bahnanschlüsse finden sich in Bredelar, Willingen (Upland), in Korbach und in Bad Arolsen. Der öffentliche Busnahverkehr wird durch ein System mit „Anrufsammeltaxis“ ergänzt, das von der Gemeinde gestützt wird.
Die örtliche Feuerwehr Diemelsee-Ottlar wird von einer Ortsgruppe der Freiwilligen Feuerwehr betrieben.

## Persönlichkeiten
- Nadine Horchler (* 1986 in Ottlar), deutsche Biathletin
- Karolin Horchler (* 1989 in Bad Arolsen) aufgewachsen in Ottlar, deutsche Biathletin

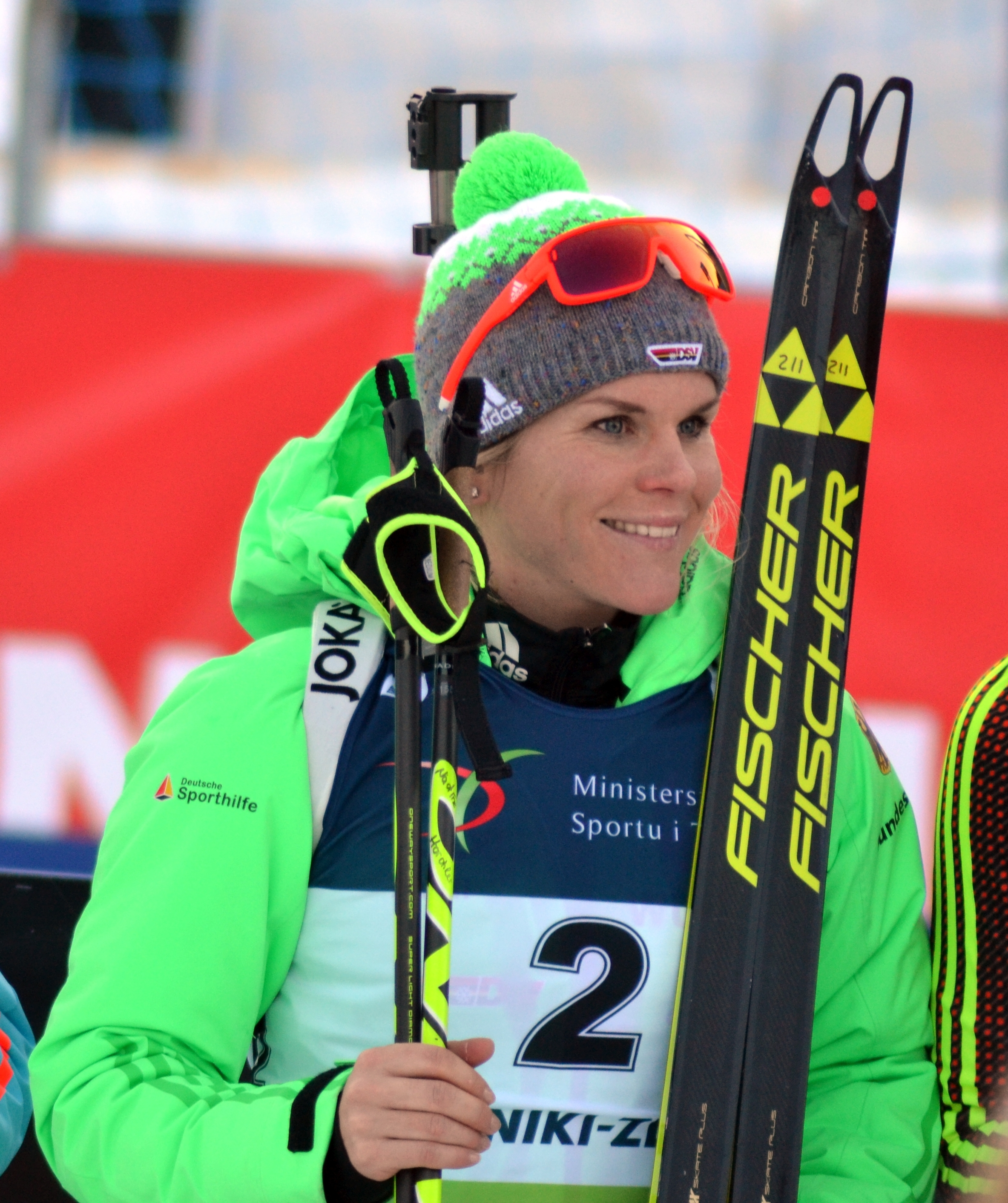
Nadine Horchler bei den Biathlon-Europameisterschaften 2017
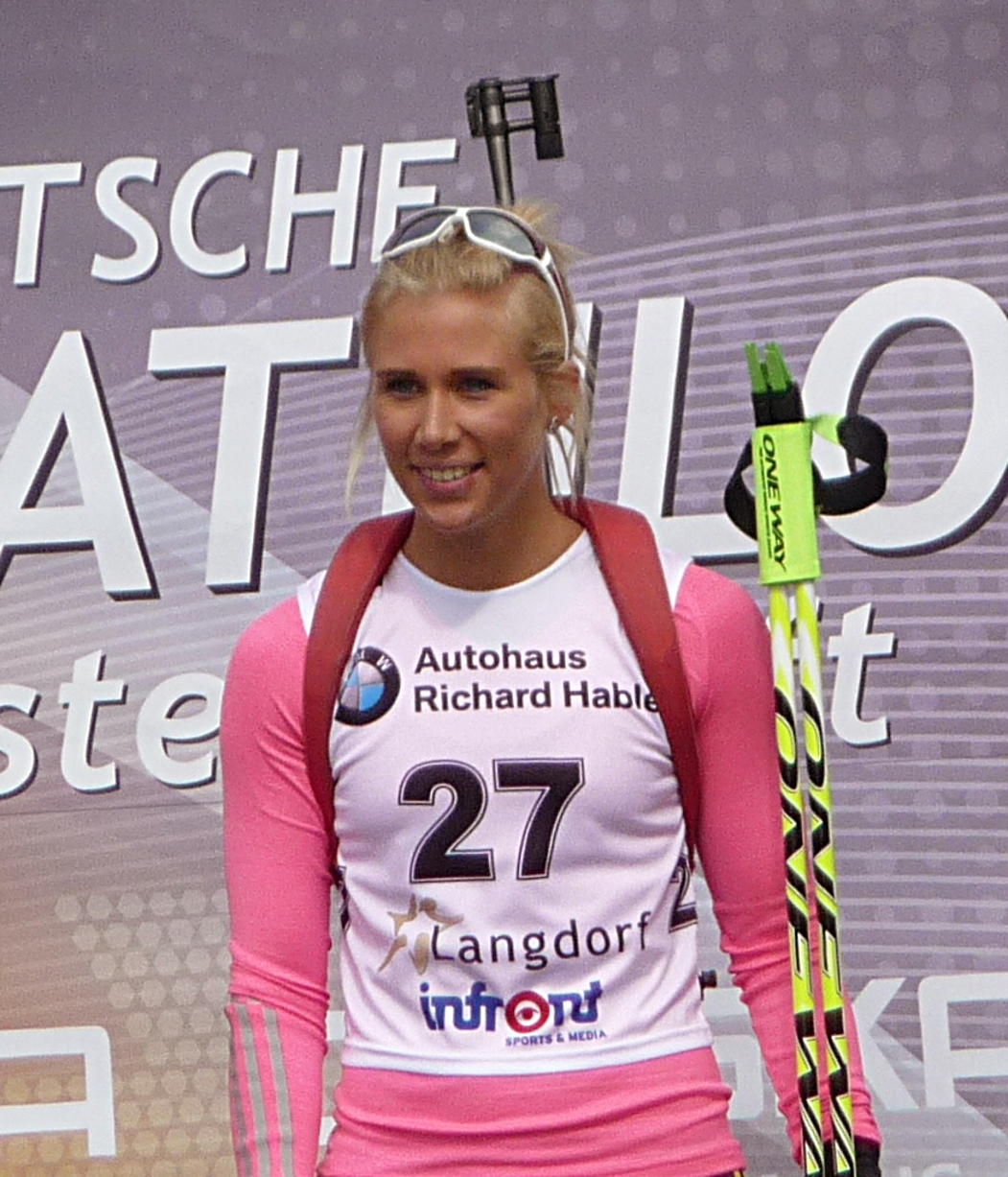
Karolin Horchler bei der Deutschen Biathlon-Meisterschaft 2015